# Philippe Perrin
Philippe Perrin ( * 6. ledna 1963 Meknes, Maroko) je bývalý francouzský kosmonaut. Začínal jako vojenský pilot, roku 1990 se dostal mezi astronauty francouzské kosmické agentury CNES, k jedinému kosmickému letu vzlétl roku 2002, na palubě amerického raketoplánu Endeavour při misi STS-111. Po návratu přešel do oddílu astronautů Evropské kosmické agentury (ESA). V květnu 2004 odešel z oddílu astronautů ESA do Toulouse ke společnosti Airbus, na místo zkušebního pilota.

## Život
Philippe Perrin se narodil 6. ledna 1963 ve marockém Meknesu, vyrůstal ve francouzském Avignonu. Studoval na polytechnické škole v Paříži, diplom inženýra získal roku 1985. Poté sloužil ve vojenském letectvu jako pilot, létal na průzkumném Mirage F1 CR.
Na přelomu let 1989/1990 se přihlásil do třetího náboru astronautů francouzské kosmické agentury CNES, uspěl a v 30. července 1990 se stal jedním ze čtyř nových astronautů. Roku 1990 se zúčastnil druhého náboru astronautů Evropské kosmické agentury (ESA), do oddílu ESA však vybrán nebyl.
V létě 1990 byl členem šestičlenné skupiny francouzských kosmonautů, kteří prošli testy ve Středisku přípravy kosmonautů v Hvězdném městečku při výběru pro program Antares. Do hlavní ani záložní posádky neprošel. Roku 1992 absolvoval stáž v Hvězdném městečku.
Roku 1993 sloužil jako operační důstojník na letecké základně v Dijonu, prošel výcvikem na škole zkušebních letců (École du personnel navigant d’essais et de réception, EPNER) v Istres, poté sloužil ve zkušebním středisku v Bretigny-sur-Orge.
Roku 1996 přešel od armády k CNES. V letech 1996–1998 prodělal v Johnsonově vesmírném středisku NASA v Houstonu společnou přípravu s astronauty 9. náboru NASA, kterou završil získáním kvalifikace letového specialisty. Poté pracoval v Johnsonově středisku.
Začátkem roku 2001 byl jmenován letovým specialistou mise STS-111. Raketoplán Endeavour k letu STS-111 vzlétl z Kennedyho vesmírného střediska 5. června 2002. Cílem letu byla doprava zásob na Mezinárodní vesmírnou stanici a výměna její posádky. Při montážních pracích astronauti třikrát vystoupili na povrch stanice, Perrin se účastnil všech výstupů, celkem strávil v otevřeném vesmíru 19 hodin a 39 minut. Endeavour přistál 19. června po 13 dnech 20 hodinách a 35 minutách letu.
V prosinci 2002 v rámci sjednocování (západo)evropských skupin astronautů přešel z oddílu CNES do sboru astronautů Evropské kosmické agentury (ESA). Astronautem ESA byl do května 2004, kdy odešel ke společnosti Airbus na místo zkušebního pilota v jejím středisku v Toulouse. Během kariéry na 30 typech letadel nalétal přes 3000 hodin.
Philippe Perrin je ženatý, má dvě děti.